# Christoph Paul

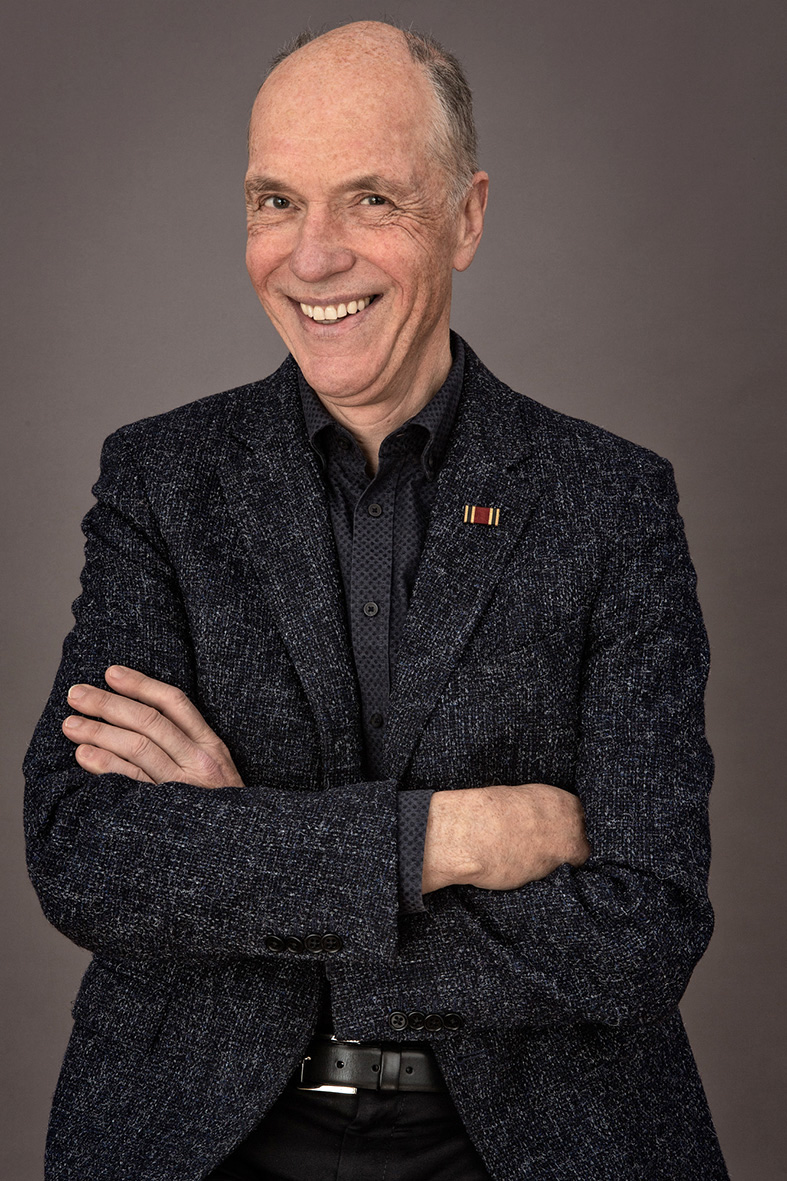
Christoph Paul (2021)

Christoph Cornelius Paul (* 1. März 1950 in Oldenburg) ist ein deutscher Jurist und Mediator.

## Leben
Paul studierte von 1970 bis 1975 Rechtswissenschaften an der Albert-Ludwigs-Universität Freiburg. Nach dem Referendariat am Kammergericht Berlin wurde er 1978 in Berlin als Rechtsanwalt zugelassen und gründete die Rechtsanwaltssozietät Paul & Partner, aus der er Ende 2024 ausschied. Von 1987 bis zur Vollendung seines 70. Lebensjahres wirkte er zudem als Notar in Berlin.
Nach einer Mediations-Ausbildung in den Jahren 1995/96 arbeitet er als Mediator, vornehmlich in den Bereichen Familie, Erbe und Unternehmensnachfolge. Von 1999 bis 2011 war er Sprecher der Bundes-Arbeitsgemeinschaft für Familien-Mediation (BAFM).
Im Jahr 2002 entwickelte Paul zusammen mit anderen Mediatoren die Professionalisierung der Familienmediation für den Bereich der grenzüberschreitenden Familienkonflikte, sowohl bei Fällen elterlicher Kindesentführung als auch für die Beilegung internationaler Familienkonflikte. 2012 führten diese Aktivitäten zur Gründung des gemeinnützigen Vereins MiKK e. V. – Internationales Mediationszentrum für Familienkonflikte und Kindesentführung, der Eltern in mehreren Sprachen kostenfrei rund um das Thema Mediation bei grenzüberschreitenden Familienkonflikten und internationaler Kindesentführung unterstützt, berät und an spezialisierte Mediatorinnen und Mediatoren vermittelt. Paul war mehrere Jahre im Vorstand und fungiert seitdem als Schirmherr des Vereins.
Paul war an der Entwicklung des Trainings für Cross-Border Family Mediation (CBFM) maßgeblich beteiligt und unterrichtet seit 2002 Mediatoren in diesem Spezialbereich sowohl in Europa als auch in Japan und Singapur.
Er ist seit 1991 Imker und Obmann für Rechtsfragen beim Berliner Imkerverband. Auf der Vertreterversammlung 2022 wurde er zum Mitglied des Ehrengerichtes des Deutschen Imkerbundes gewählt.
Christoph Paul ist verheiratet und lebt sowohl in Berlin als auch in Umbrien/Italien.

## Auszeichnungen
2009 wurde ihm das Verdienstkreuz am Bande der Bundesrepublik Deutschland wegen seines ehrenamtlichen Engagements um die Implementierung von Mediation bei internationalen Kindschaftskonflikten verliehen. 2010 erhielt er von der Centrale für Mediation den Sokrates-Preis für Mediation als langjähriger praktizierender Mediator und als „Mediator der Mediation“ in institutionellen Zusammenhängen.

## Veröffentlichungen (Auswahl)
- mit Sabine Zurmühl: Mediation – was ist das? Shaker Verlag, Aachen 2008, ISBN 978-3-8322-6847-3.
- als Hrsg. mit Sybille Kiesewetter: Mediation bei internationalen Kindschaftskonflikten. Beck-Verlag, München 2009, ISBN 978-3-406-58733-7.
- als Hrsg. mit Sybille Kiesewetter, Ischtar Khalaf-Newsome: Cross-Border Family Mediation. Wolfgang Metzler Verlag, Frankfurt am Main 2011, 3. Aufl. 2023,  ISBN 978-3-96117-133-0.
- als Hrsg.: Til mine børn – An meine Kinder. Erinnerungen meiner Urgroßmutter Augusta Isabella Røed verh. Thoresen (8. Dez.1855 – 15. Jan.1904)[7]